# Lilium humboldtii
Lilium humboldtii là một loài thực vật có hoa trong họ Liliaceae. Loài này được Roezl & Leichtlin ex Duch. miêu tả khoa học đầu tiên năm 1871.